# غنوا معانا
غنوا معانا، برنامج ومسلسل تلفزيوني للأطفال كان يعرض عصر كل يوم سبت عام 1980.